# Klaus Zehelein
Klaus Zehelein (* 5. September 1940 in Frankfurt am Main) ist ein deutscher Dramaturg, Professor und Opernintendant.

## Ausbildung und Engagements
Nach dem Abitur studierte Zehelein Germanistik, Musikwissenschaft und Philosophie an der Johann Wolfgang Goethe-Universität in Frankfurt am Main. Von 1959 bis 1966 nahm er zudem regelmäßig an den Darmstädter Ferienkursen für Neue Musik teil.
Von 1967 bis 1970 war Zehelein als Dramaturg am Theater Kiel engagiert und wechselte von dort an das Oldenburgische Staatstheater, um eine Stelle als Chefdramaturg anzutreten. Von 1977 bis 1987 arbeitete er als Chefdramaturg für die Städtischen Bühnen Frankfurt und wurde dort bald koordinierter Operndirektor. Es folgte eine zweijährige Tätigkeit als freier Schauspiel- und Operndramaturg in Berlin, Frankfurt am Main, Brüssel und Wien, ehe er 1989 künstlerischer Direktor des Hamburger Thalia Theaters wurde. Von 1991 bis 2006 war Zehelein Opernintendant an der Staatsoper Stuttgart.

## Lehrtätigkeiten
Zehelein war Dozent für Musiksoziologie an der Universität Oldenburg. Daneben lehrte er als Gastprofessor an der University of Minnesota, am Collège international de philosophie in Paris, am Institut für Angewandte Theaterwissenschaft der Universität Gießen und von 1986 bis 1992 an der Universität für angewandte Kunst in Wien.
Von Herbst 2006 bis August 2014 leitete er als Präsident die Bayerische Theaterakademie August Everding im Prinzregententheater München und leitete dort und an der Ludwig-Maximilians-Universität München den Studiengang Dramaturgie.

## Ämter
Von 2003 bis 2015 amtierte Zehelein als Präsident des Deutschen Bühnenvereins. 2006 wurde er Mitglied des für drei Jahre eingesetzten Kunstbeirats des baden-württembergischen Ministerpräsidenten. Zudem ist er im Stiftungsbeirat der Kulturstiftung des Bundes und Kuratoriumsmitglied in der Akademie für gesprochenes Wort in Stuttgart.

## Auszeichnungen
Zehelein erhielt 1983 den Deutschen Kritikerpreis für seine dramaturgische Arbeit an der Frankfurter Oper und wurde 2001 mit der Verdienstmedaille des Landes Baden-Württemberg für seine besonderen Verdienste um das Land Baden-Württemberg ausgezeichnet. Das Bundesverdienstkreuz Erster Klasse ist ihm im Sommer 2006 verliehen worden. Im Jahr 2007 wurde er als Mitglied an die Bayerische Akademie der Schönen Künste berufen.
In der Kritikerumfrage der Fachzeitschrift Opernwelt wurde die Staatsoper Stuttgart unter Zeheleins Leitung in den Jahren 1994, 1998, 1999, 2000, 2002 und 2006 zum Opernhaus des Jahres gekürt.
Im Rahmen der Faustverleihung 2023 wurde ihm der Preis für ein Lebenswerk verliehen.